# Ctenoppia eupectinata
Ctenoppia eupectinata är en kvalsterart som först beskrevs av Balogh och Sandór Mahunka 1975.  Ctenoppia eupectinata ingår i släktet Ctenoppia och familjen Oppiidae. Inga underarter finns listade i Catalogue of Life.